# Mas Roders
El Mas Roders és una masia de Fornells de la Selva (Gironès) inclosa a l'Inventari del Patrimoni Arquitectònic de Catalunya.

## Descripció
És un edifici civil orientat a migdia amb teulada a quatre vessants. Darrere hi ha una lliça. A la façana principal cal destacar un portal adovellat, un rellotge de sol i les cantonades de pedra treballada. A la part dreta hi ha un contrafort i a la part posterior un edifici auxiliar a base de totxana amb obertures semicirculars.